# زنبور ماسه
زنبور ماسه (نام علمی: Bembicini) نام یک تبار از تیره ماسه‌زنبوران است.